# Мрњина црква
Мрњина црква, односно њени остаци, налазе се у Бечевици, насељеном месту на територији општине Кнић, представља непокретно културно добро као споменик културе, решењем Завода за заштиту споменика културе у Крагујевцу бр. 98/1-69 од 13. марта 1970. године.
О прошлости ове цркве готово да нема историјскох података. Према народном предању њен ктитор је Мрња, отац краља Вукашина. Међутим, због географских и историјских прилика вероватније је да је црква саграђена у периоду деспотовине 14-15. век. Обзиром на близину Борачког града сматра се да је историја ове цркве уско повезана са његовим настанком и развојем. Њен облик и архитектонска сличност са црквама око и Борачког града такође наводе на датовање ове цркве у 14-15. век. Црква је очувана само у доњој зони. Правоугаоне је основе са апсидом на истоку и накнадно додатом припратом. Зидана је ломљеним каменом са омалтерисаним фасадама. Унутрашњост је била живописана о чему сведоче фрагментовани остаци фресака откривени у цркви.